# Pare Brown

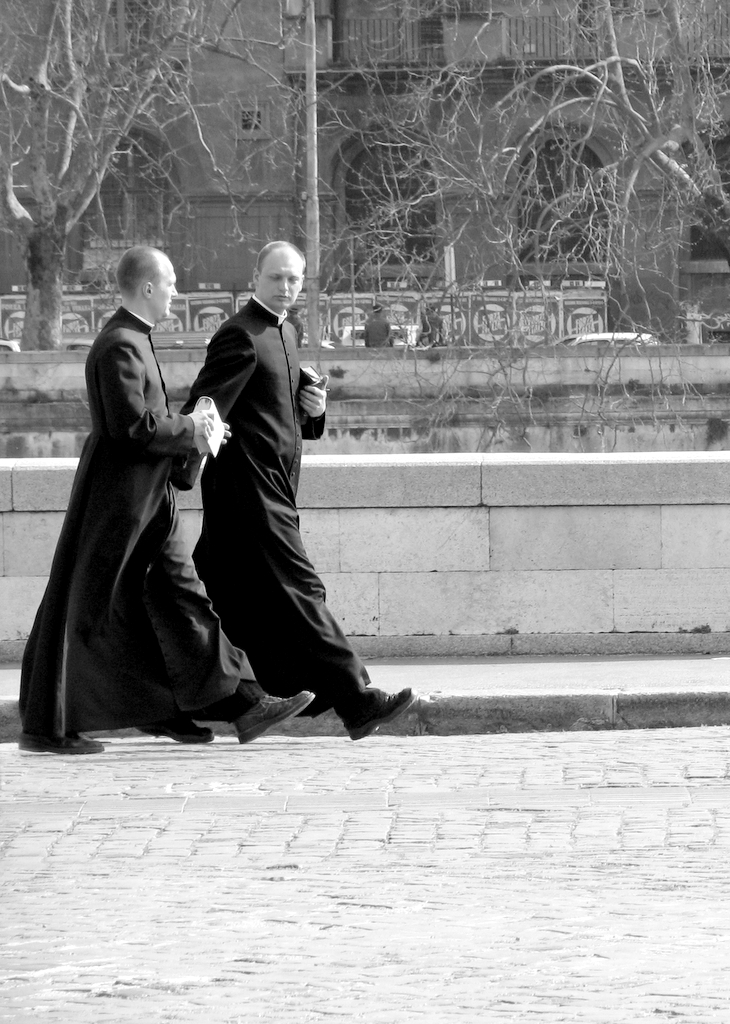
El pare Brown és un sacerdot catòlic.

El pare Brown és un personatge de ficció creat pel novel·lista anglès G. K. Chesterton (1874 – 1936). És el protagonista d'unes cinquanta històries curtes recopilades posteriorment en cinc llibres. Per a crear aquest personatge Chesterton es va inspirar en el pare John O'Connor (1870 - 1952), rector de Bradford, Yorkshire, qui va estar relacionat amb la conversió al catolicisme de Chesterton en 1922. D'aquesta vinculació va deixar constància el mateix O'Connor en el seu llibre de 1937 Father Brown on Chesterton.

## El personatge
El pare Brown és un sacerdot catòlic d'aparença ingènua l'agudesa psicològica del qual el converteix en un formidable detectiu. D'aspecte gros, «antigament a Cobhole, Essex, i que ara treballa a Londres», va acompanyat d'un enorme paraigües i sol resoldre els crims més enigmàtics, atroços i inexplicables gràcies al seu coneixement de la naturalesa humana més que per raonaments lògics.
Va fer la seva primera aparició a la famosa història La Creu blava i va continuar durant cinc volums d'històries curtes. Sovint és ajudat pel criminal reformat Flambeau. A diferència del més famós contemporani seu, Sherlock Holmes, els mètodes del Pare Brown tendeixen a ser més intuïtius que deductius. Ell mateix explica així el seu mètode en El secret del Pare Brown:
Miri vostè, jo els he assassinat a tots ells per mi mateix […] He planejat cadascun dels crims molt curosament, he pensat exactament com va poder ser fet quelcom així i amb quina disposició d'ànim o estat mental va poder un home fer-ho realment. I quan n'estic prou segur i em sento exactament com l'assassí mateix, llavors, per descomptat, sé de qui es tractava.
A La Creu blava, on és interrogat per Flambeau —que s'ha disfressat de sacerdot— s'explica com un capellà ha pogut adquirir tal coneixement de tota mena de crims horrorosos:
Mai se li ha ocorregut pensar que un home que quasi no fa altra cosa que escoltar els pecats dels altres no pot deixar d'estar al corrent de la maldat humana?

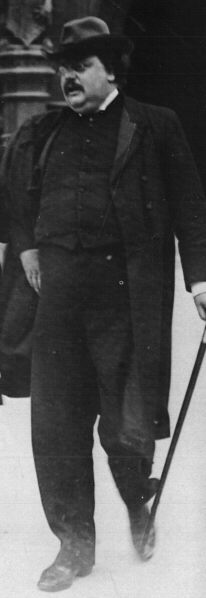
G.K. Chesterton en 1910.

El Pare Brown també explica com va saber que Flambeau no era un veritable sacerdot:
Vostè va atacar a la raó. Això és una mala teologia.

Les seves històries normalment contenen una explicació racional de qui és el criminal i de com el pare Brown aconsegueix descobrir-lo. A causa de la seua devoció, el pare Brown sempre posa èmfasi en la racionalitat. En algunes històries, com en El miracle de la lluna creixent o en The Blast of the Book, es posa en ridícul a personatges que inicialment són escèptics però que acaben convençuts que algun succés estrany té una explicació sobrenatural, mentre que el pare Brown, a pesar de la seva religiositat i de la seva creença en Déu i en els miracles, veu fàcilment l'explicació natural i totalment ordinària del fet. De fet, el pare Brown representa l'ideal de clergue devot, considerablement culte i familiaritzat amb el pensament contemporani i secular. Pel que fa a això, Borges observa que 
| « | Chesterton en les diverses narracions que integren la quíntuple Saga del Pare Brown i les de Gabriel Gale el poeta i les de l'Home que sabia massa, executa, sempre, eixe tour de force. Presenta un misteri, proposa un aclariment sobrenatural i el substitueix després, sense pèrdua, amb un altre d'aquest món. | » |

## Interpretacions i crítiques
El pare Brown va ser el vehicle perfecte per a fer convergir el punt de vista de Chesterton amb el del seu personatge. Es tracta, tal vegada, del personatge més proper al pensament del mateix Chesterton o, almenys, és el reflex d'eixe punt de vista. El pare Brown resol els seus crims mitjançant un rigorós procés de raonament, més relacionat amb les veritats filosòfiques i espirituals que amb els detalls científics. Representa, en certa manera, la contrapartida de Sherlock Holmes, al com llegia i admirava. De fet, en el relat L'absència del sr. Glass l'autor ens presenta a l'investigador Orion Hood, un clara imitació del detectiu de Conan Doyle.
Mentre que els primers relats van gaudir de gran popularitat per la seua brevetat, el seu aspecte filosòfic i el seu enginy, la resposta a les posteriors històries del pare Brown va ser dispar. Després de la conversió de Chesterton al catolicisme el to de les històries va semblar canviar als ulls d'alguns. Molts lectors van considerar menys aguts i més dogmàtics els nous relats i van veure al pare Brown com un instrument del proselitisme catòlic de Chesterton.
Certament, dels cinc volums els més coneguts són els primers treballs: El candor del pare Brown i La saviesa del pare Brown.
Uns altres acusen a alguns relats del pare Brown d'estar tenyits amb un cert to de supòsit racisme i intolerància. En particular El Déu dels Gongs i algunes històries protagonitzades per faquirs hindús són vistes com el perpetu estereotip de cultures i sistemes de creences estranys a l'ortodòxia de Chesterton i als temps en els quals va viure.

## Influències
Mentre estava filmant la pel·lícula del pare Brown, l'actor Sir Alec Guinness va ser abordat per un jove italià qui, veient-lo maquillat i caracteritzat, va exclamar «Pare, pare!» i agarrant-lo pel braç va començar a parlar i a parlar en una llengua que Guinness no entenia. Finalment, el jove es va acomiadar i es va anar. Guinness, sorprès i impressionat que bastara la sotana d'un sacerdot per a inspirar tanta confiança i felicitat en el jove desconegut, va començar a instruir-se en la fe catòlica i es va convertir al catolicisme.